# Shatori Walker-Kimbrough
Shatori Walker-Kimbrough (Baltimora, 18 maggio 1995) è una cestista statunitense, professionista nella WNBA.

## Carriera
È stata selezionata dalle Washington Mystics al primo giro del Draft WNBA 2017 con la 6ª chiamata assoluta.
Con gli Stati Uniti ha disputato i Giochi panamericani di Toronto 2015.

## Palmarès
- Campionato WNBA: 1

Washington Mystics: 2019
- WNBA All-Rookie First Team (2017)